# Prix d'Ornano-Valenti
Le prix d'Ornano-Valenti, initialement appelé prix Michel d'Ornano jusqu'en 2014, est une récompense de cinéma créée en 1991 par les compagnies membres de la MPA, en mémoire de Michel d'Ornano (ancien ministre, ancien député-maire de Deauville et fondateur du Festival du cinéma américain) et de Jack Valenti (président de l'Academy of Motion Picture Arts and Sciences de 1966 à 2004).
Créé en 1992, ce prix a d'abord été décerné au meilleur scénario de long métrage d'un jeune auteur français. Depuis 2007, le prix Michel-d'Ornano récompense un premier film français, dans le but d'aider à sa reconnaissance, sa promotion et son exportation.
Il est financé par le Fonds culturel franco-américain (FCFA) depuis 2009. Le film lauréat remporte 3 000 euros pour son réalisateur et 3 000 euros pour son producteur, ainsi qu'une aide à la promotion du film de 10 000 euros remise au distributeur. Le film récompensé bénéficie aussi d'une avant-première pendant le Festival du cinéma américain de Deauville et est sélectionné au festival de film français à Los Angeles City of Lights, City of Angels (COLCOA).
Attribuée par un jury composé de journalistes anglophones et présidé par Jean-Guillaume d'Ornano, cette récompense est remise chaque année à Deauville pendant le Festival du cinéma américain.

## Lauréats
- 1992 : Claire Aziza – Les Aiguilleurs
- 1993 : Hélène Woillot – Quand j'ai vu la chimère
- 1994 : Marie-Hélène Saller – Les Leçons du Mardi
- 1995 : Gilles Malençon – Le Bout du fleuve
- 1996 : (ex æquo) Christophe Mordellet – Silhouette et Éric Vernhes  – Le Grand Projet
- 1997 : Gilles Malençon – L'Élue
- 1998 : Siegfried – Louise (take 2)
- 1999 : Stéphane Brizé et Florence Vignon – Le Bleu des villes
- 2000 : Virginie Wagon et Érick Zonca – Le Secret
- 2001 : Gilles Paquet-Brenner – Les Jolies Choses
- 2002 : Claude Duty – Filles perdues, cheveux gras
- 2003 : Julie Bertuccelli – Depuis qu'Otar est parti…
- 2004 : Éléonore Faucher et Gaëlle Macé – Brodeuses
- 2005 : Karin Albou – La Petite Jérusalem
- 2006 : Julie Gavras – La Faute à Fidel !
- 2007 : Marc Fitoussi – La Vie d'artiste
- 2008 : Jean-Stéphane Sauvaire – Johnny Mad Dog
- 2009 : Léa Fehner – Qu'un seul tienne et les autres suivront
- 2010 : Alix Delaporte – Angèle et Tony
- 2011 : Delphine et Muriel Coulin – Dix-sept filles
- 2012 : Rachid Djaïdani – Rengaine
- 2013 : Guillaume Gallienne – Les Garçons et Guillaume, à table !
- 2014 : Jeanne Herry – Elle l'adore
- 2015 : Thomas Bidegain – Les Cowboys
- 2016 : Ludovic Boukherma, Zoran Boukherma, Marielle Gautier, Hugo P. Thomas – Willy 1er
- 2017 : Léonor Serraille – Jeune femme
- 2018 : Andréa Bescond et Éric Métayer – Les Chatouilles
- 2019 : Ladj Ly – Les Misérables[1]
- 2020 : Charlène Favier – Slalom
- 2021 : Vincent Maël Cardona – Les Magnétiques
- 2022 : Charlotte Le Bon – Falcon Lake
- 2023 : Delphine Deloget - Rien à perdre
- 2024 : Mareike Engelhardt - Rabia